# International Darts League
De International Darts League of IDL was een jaarlijks terugkerend dartstoernooi dat in Nederland werd gehouden. De eerste editie van het toernooi vond plaats in 2003 en het werd vijf jaar lang jaarlijks in mei gespeeld.
Na 2007 viel voor zowel de IDL als de World Darts Trophy het doek. Het heeft er alle schijn van dat door onderlinge afspraken tussen SBS6 en de PDC een einde kwam aan deze twee Nederlandse dartstoernooien. Hiermee keerden zij de rug naar organisator Ad Schoofs en de BDO. Het uitsluitende doel van deze samenwerking was om de BDO/WDF twee toernooien te ontnemen.

## Geschiedenis
Tot en met 2006 werd de IDL georganiseerd door de BDO. In 2006 werden echter wel naast de 27 beste darters van de BDO ook de vijf beste darters van de PDC uitgenodigd.
In 2007 werkte de organisatie van de IDL (en de World Darts Trophy) als onafhankelijke organisatie, zodat de beste darters ter wereld, van zowel de BDO als de PDC, aan het toernooi zouden kunnen deelnemen. Hierdoor waren er dat jaar niet 32, maar 56 deelnemers: 28 van elke bond. Het toernooi startte een dag eerder met een voorronde. Hierin werden de 32 spelers die niet bij de top 12 van hun bond zaten ingedeeld in acht poules. De winnaars van die poules plaatsten zich uiteindelijk voor het hoofdtoernooi.

## Speltype
Het speltype is door de jaren heen enigszins veranderd. Bijzonder aan de International Darts League was het poulesysteem in de eerste twee rondes van het toernooi. Vanaf de kwartfinale werd er gespeeld via het knock-outsysteem:
- Voorronde: 8 poules van 4 spelers, best of 9 legs
- 1e ronde: 8 poules van 4 spelers, best of 11 legs.
- 2e ronde: 4 poules van 4 spelers, best of 13 legs.
- Kwartfinale: best of 11 sets, best of 3 legs.
- Halve finale: best of 17 sets, best of 3 legs.
- Finale: best of 25 sets, best of 3 legs.

## Prijzengeld
Het totale prijzengeld van de International Darts League bedroeg €135.000,- en was als volgt verdeeld:
| Plaats        | Prijzengeld |
| ------------- | ----------- |
| Winnaar       | €30.000     |
| Runner-up     | €15.000     |
| Halvefinalist | €7.500      |
| Kwartfinalist | €4.500      |
| Tweede ronde  | €3.000      |
| Eerste ronde  | €2.000      |

Degene met de hoogste check-out (uitgooi) kreeg €1.000 en bij een gelijke stand daarin werd die verdeeld. Daarnaast was er voor degene die een 9-darter gooide een auto beschikbaar. In 2007 gooide Phil Taylor tijdens de poulefase een 9-darter. Een dag later zou Tony O'Shea ook een 9-darter gooien, wat zeer uitzonderlijk was. Beiden kregen dan ook een auto.

## Sponsors
- 2003-2005: Tempus
- 2006-2007: Topic

## Winnaars
| Jaar | Locatie                | Winnaar                        | Uitslag | Runner-up            |
| ---- | ---------------------- | ------------------------------ | ------- | -------------------- |
| 2003 | De Uithof, Den Haag    | Raymond van Barneveld (97,77)  | 8 – 5   | Mervyn King (97,50)  |
| 2004 | Silverdome, Zoetermeer | Raymond van Barneveld (101,64) | 13 – 5  | Tony David (95,04)   |
| 2005 | De Uithof, Den Haag    | Mervyn King (91,89)            | 13 – 11 | Tony O'Shea (91,74)  |
| 2006 | Triavium, Nijmegen     | Raymond van Barneveld (99,54)  | 13 – 5  | Colin Lloyd (95,25)  |
| 2007 | Triavium, Nijmegen     | Gary Anderson (95,85)          | 13 – 9  | Mark Webster (94,54) |

## Statistieken
| Jaar | Meeste 180'ers (toernooi) | Meeste 180'ers (toernooi) | Hoogste gemiddelde per dart (wedstrijd) | Hoogste gemiddelde per dart (wedstrijd) | Hoogste uitgooi | Hoogste uitgooi                        |
| ---- | ------------------------- | ------------------------- | --------------------------------------- | --------------------------------------- | --------------- | -------------------------------------- |
| 2003 | 50                        | Raymond van Barneveld     | 35,32                                   | Andy Fordham                            | 161             | Tony David                             |
| 2004 | 54                        | Raymond van Barneveld     | 38,05                                   | Darryl Fitton                           | 170             | Raymond van Barneveld Shaun Greatbatch |
| 2005 | 48                        | Tony O'Shea               | 33,89                                   | John Walton                             | 170             | Raymond van Barneveld Stephen Bunting  |
| 2006 | 55                        | Raymond van Barneveld     | 36,71                                   | Mervyn King                             | 170             | Albertino Essers                       |
| 2007 | 59                        | Gary Anderson             | 36,33                                   | Gary Anderson                           | 170             | Adrian Lewis Phil Taylor               |

## Jeugd
Vanaf 2006 was er naast het herentoernooi ook een jeugdtoernooi, de AfAB Junior IDL. Hieraan deden acht spelers mee en er werd van begin af aan via het knock-outsysteem gespeeld.
- Kwartfinale: best of 7 legs.
- Halve finale: best of 9 legs.
- Finale: best of 11 legs.

| Jaar | Winnaar           | Uitslag | Runner-up      |
| ---- | ----------------- | ------- | -------------- |
| 2006 | Sven van Dun      | 6 – 4   | Pieter Collijn |
| 2007 | Pascal van Mourik | 6 – 5   | Richie George  |